# (9168) Саров
(9168) Саров (лат. Sarov) — типичный астероид главного пояса, открыт 18 сентября 1987 года советским астрономом Людмилой Черных в Крымской астрофизической обсерватории и 24 июня 2002 года назван в честь города Сарова.

## Обнаружение и именование
(9168) Саров
Открыт 18 сентября 1987 года в Крымской астрофизической обсерватории Л. И. Черных.
Саров — небольшой город в Нижегородской области Российской Федерации, где расположен Всероссийский научно-исследовательский институт экспериментальной физики. Саров известен также как место обитания Серафима Саровского (1754—1833) — монаха, которого очень уважали в России за его честность и доброту.
Оригинальный текст (англ.)9168 Sarov
Discovered 1987 Sept. 18 by L. I. Chernykh at the Crimean Astrophysical Observatory.
Sarov is a small town in the Nizhnij Novgorod region of the Russian Federation where the All-Russian Research Institute of Experimental Physics is located. Sarov is known also as the dwelling-place of Serafim Sarovskij (1754—1833), a monk who was much respected in Russia for his integrity and kindness.
Источники: 20020624/MPCPages.arc; M.P.C. 46009.

## Орбита

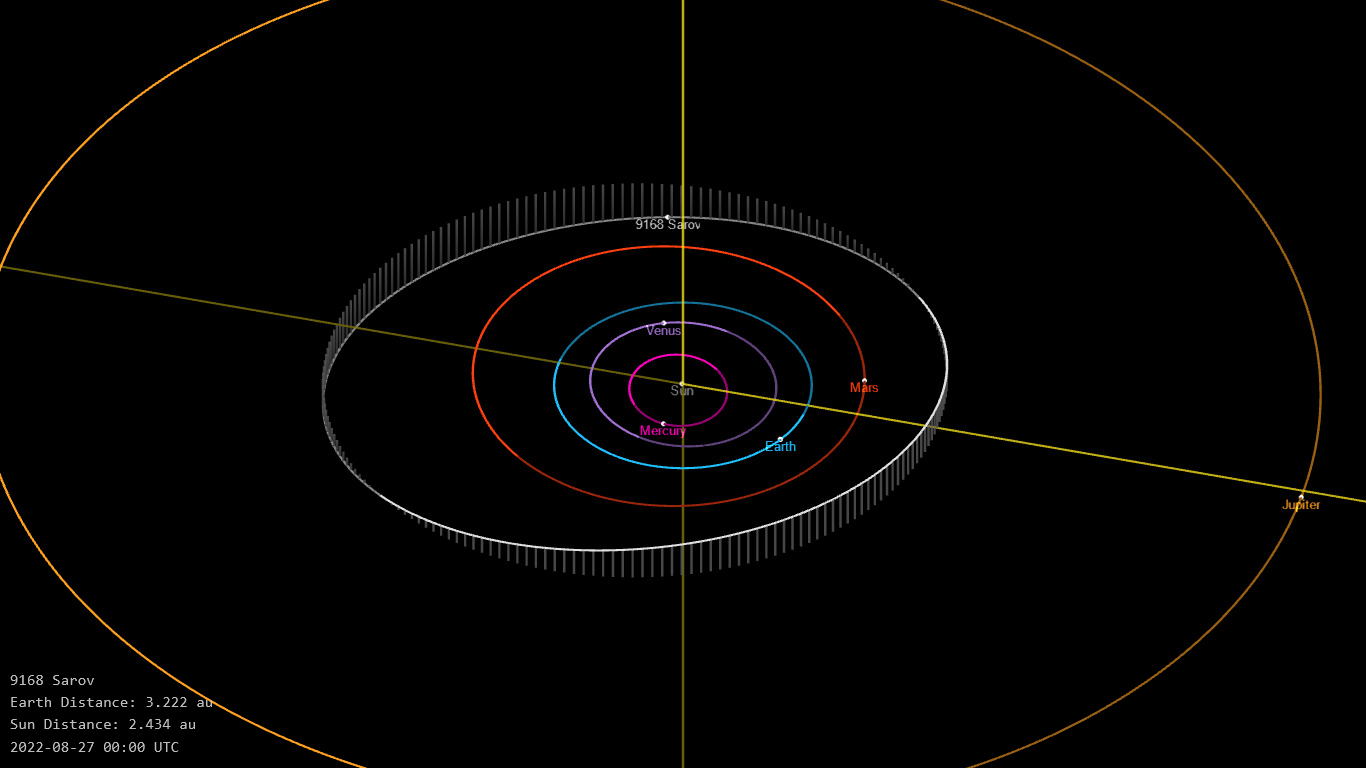
Орбита астероида Саров и его положение в Солнечной системе

## Физические характеристики
Астероид относится к таксономическому классу S.
По результатам наблюдений в видимом и ближнем инфракрасном диапазоне космического телескопа NEOWISE диаметр астероида оценивался равным 5,840±0,720 км. Согласно тому же источнику альбедо оценивается как 0,206±0,117.